# Самолёт президента России

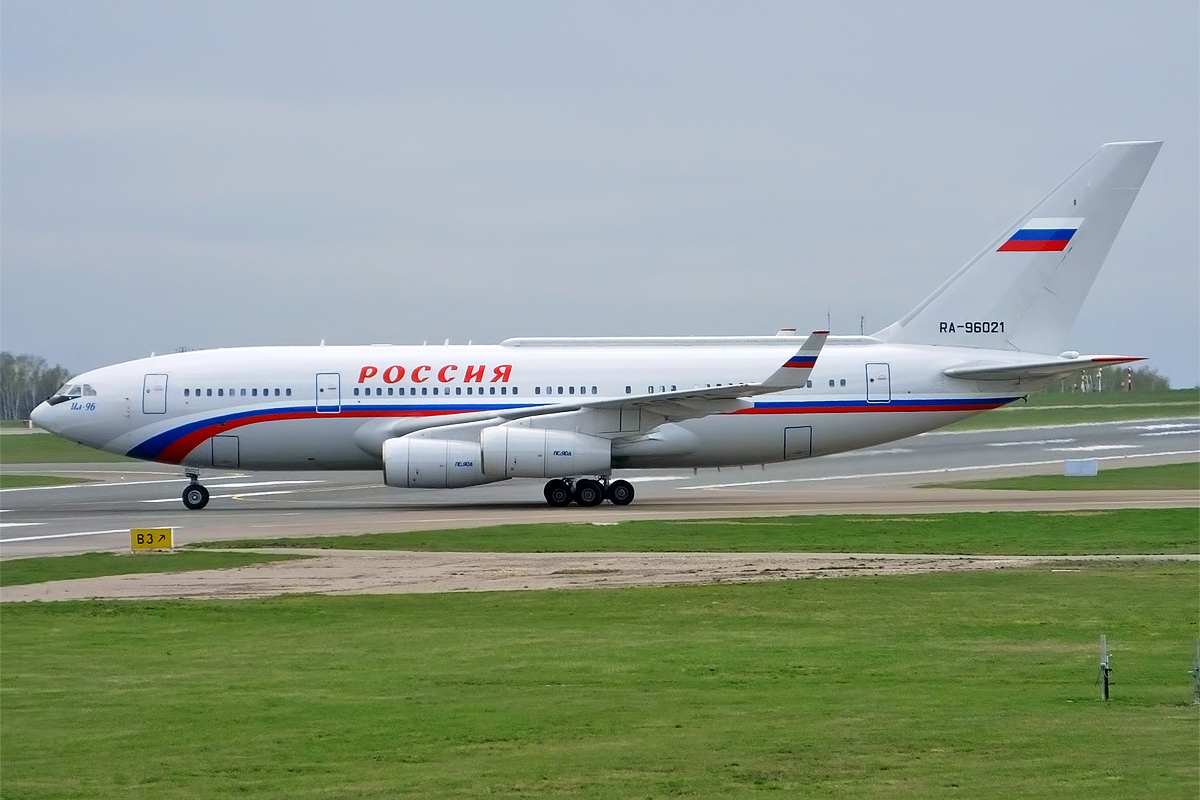
Ил-96-300ПУ авиакомпании СЛО «Россия»
в аэропорту Внуково, 2015 год

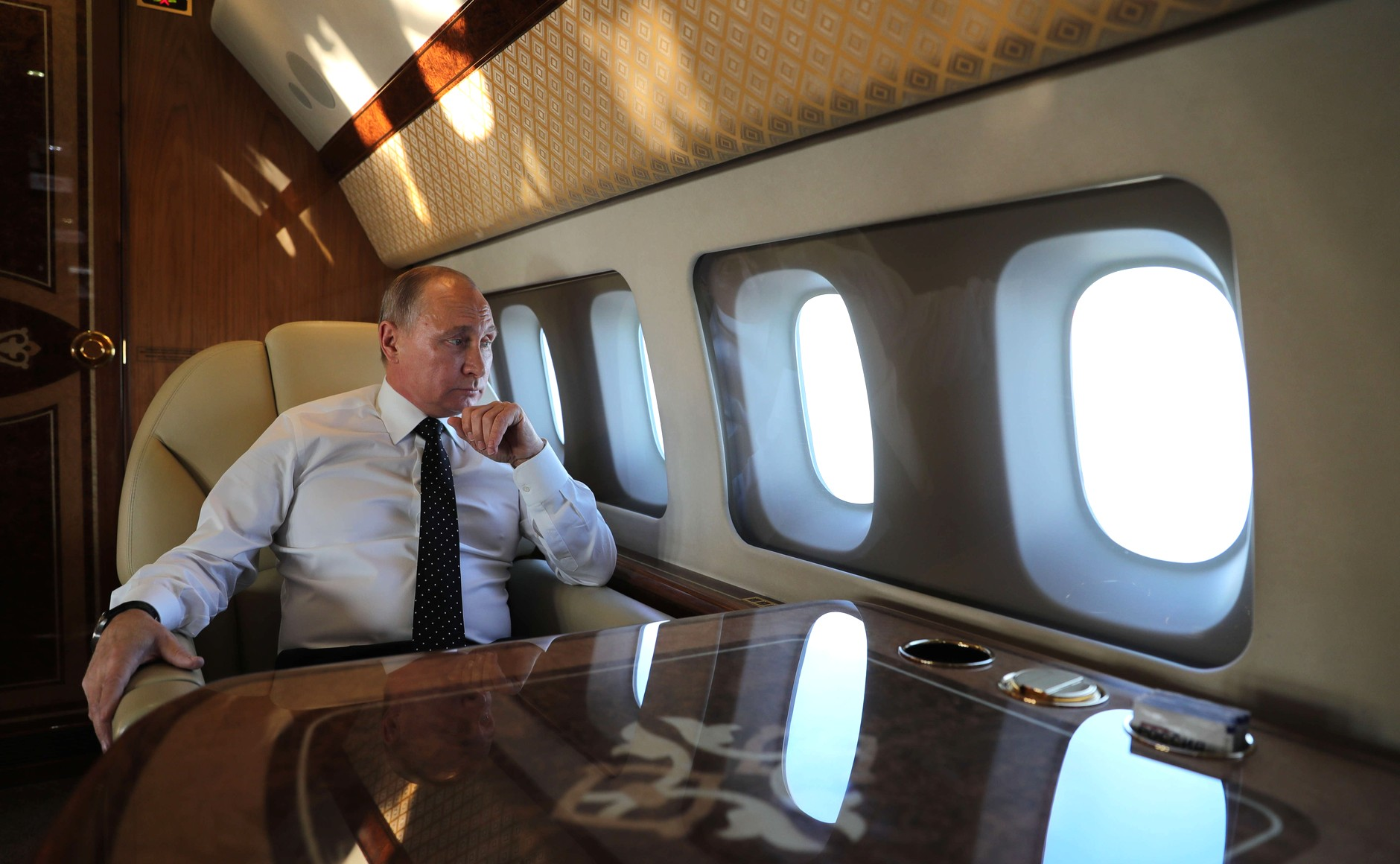
Владимир Путин в салоне самолёта Ту-214СР во время следования на авиабазу ВКС России Хмеймим
в Сирии, 11 декабря 2017 года

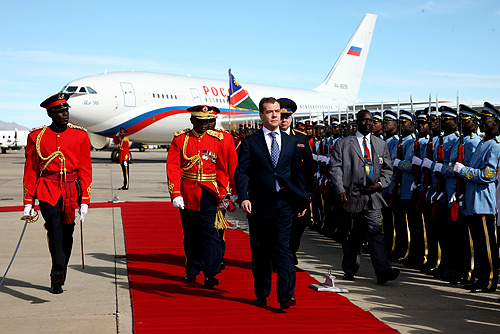
Дмитрий Медведев и самолёт президента России в Намибии, 2009 год

Самолёт президента России — обобщающее название воздушных судов, перевозящих президентов России.
Роль самолёта президента России выполняют воздушные суда из авиационного парка специального лётного отряда «Россия», предназначенные для перевозки президента России и других государственных деятелей России. Президентский самолёт находится на балансе Управления делами президента.

## История
С 1992 года президент России летал на самолётах Ил-62, Ту-154, Ту-134 и Як-40. До этого на самолётах Ил-18 и Ту-114 летали руководители СССР Никита Хрущёв и Леонид Брежнев, на Ил-62 — Брежнев, Юрий Андропов, Константин Черненко, Михаил Горбачёв.
Основным президентским самолётом с 1996 года является четырёхдвигательный широкофюзеляжный дальнемагистральный Ил-96-300ПУ — значительно модифицированный вариант пассажирского Ил-96. Две буквы (ПУ) обозначения означают «пункт управления». В новейшей истории России президенты использовали четыре таких самолёта. Первый самолёт (RA-96012) начал использовать президент Борис Ельцин. В 2003 году был построен новый самолёт (б/н 96016) для президента Владимира Путина. В 2010 году президент Дмитрий Медведев заявил, что хочет расширить авиапарк президентских самолётов за счёт ещё двух таких моделей, построенных на Воронежском авиазаводе. Первый из них (RA-96020) был передан спецавиаотряду в декабре 2012 года (уже после возвращения Путина на должность Президента). Второй (RA-96021) был передан СЛО «Россия» 30 января 2014 года. 25 апреля 2013 года был заключён госконтракт на поставку ещё одного, пятого самолёта Ил-96-300ПУ(М1), стоимостью в 5,2 млрд руб. Он был поставлен (RA-96022) 23 ноября 2015 года. 28 сентября 2015 года согласно тендеру ОАК поступил заказ на два Ил-96-300 ПУ (М1), с поставкой самолётов на 2017—2018 гг.

## Описание
Самолёт представляет собой значительно модифицированный вариант пассажирского Ил-96 со значительными изменениями для повышения комфорта и безопасности.
Отделкой салона занималось подразделение Diamond Aircraft из Вены, Австрия, специализирующееся на бортовом оборудовании.

## Внешнее оформление
Самолёт раскрашен в традиционные цвета специального лётного отряда «Россия», к которой добавлен флаг России или президентский штандарт на вертикальном стабилизаторе.